# Goleta (Kalifornija)
Goleta je grad u američkoj saveznoj državi Kalifornija. Prema popisu stanovništva iz 2010. u njemu je živjelo 29.888 stanovnika.